# Wildside (serie de televisión)
Wildside, es un drama policíaco australiano que comenzó sus transmisiones en 1997 por medio de la cadena ABC y terminó sus transmisiones en 1999.
La serie contó con la participación de actores como Rose Byrne, Marton Csokas, Jason Clarke, Joel Edgerton, Abbie Cornish, Grant Bowler, Anthony Hayes, John Howard, Richard Carter, Robert Mammone, Susie Porter, Justine Clarke, Leeanna Walsman, Steve Bastoni, Roy Billing, Andy Anderson, Aaron Jeffery, Peter Hardy, Steven Vidler, Chris Haywood, Gary Sweet, Christine Anu, Erik Thomson, Tammy MacIntosh, Simon Lyndon, Bojana Novakovic, Scott Major, entre otros...

## Historia
La serie siguió a varios policías, trabajadores sociales y trabajadores de un centro médico, y cómo cada uno de ellos debía de lidiar con el trabajo y sus vidas personales. Bill McCoy es un expolicía que regresa a Australia para encontrar a su hijo desaparecido, Bill le pide ayuda a Maine Summer una médica que trabaja en un centro de crisis médico de la ciudad, poco después Bill es aceptado nuevamente en la policía.

## Personajes
| Actor            | Personaje            | Trabajo                    | N.º de episodios | Temporada   |
| ---------------- | -------------------- | -------------------------- | ---------------- | ----------- |
| Tony Martin      | Bill McCoy           | Detective                  | 60               | 1997 - 1999 |
| Alex Dimitriades | Charlie Coustos      | Detective                  | 43               | 1998 - 1999 |
| Rachael Blake    | Maxine "Max" Summers | Doctora del Centro Médico  | 60               | 1997 - 1999 |
| Aaron Pedersen   | Vince Cellini        | Personal del Centro Médico | 60               | 1997 - 1999 |
| Jessica Napier   | Gerry Davis          | Personal del Centro Médico | 60               | 1997 - 1999 |
| Abi Tucker       | Kate Holbeck         | Detective                  | 18               | 1999        |

### Personajes Recurrentes
| Actor            | Personaje      | Ocupación | N.º de Episodios | Duración    |
| ---------------- | -------------- | --------- | ---------------- | ----------- |
| Mary Coustas     | Louise Arden   | -         | 10               | 1999        |
| Jim Holt         | Graham Holbeck | Sargento  | 10               | 1998 - 1999 |
| Abbie Cornish    | Simone Summers | -         | 9                | 1997 - 1999 |
| John Haas        | Mark Doyle     | -         | 8                | 1997 - 1999 |
| Mitchell McMahon | Nick McCoy     | -         | 7                | 1998 - 1999 |
| Leah Vandenberg  | Samira Nassar  | -         | 7                | 1998 - 1999 |
| Silvio Ofria     | Leo Cellini    | -         | 5                | 1998 - 1999 |

### Antiguos Personajes Recurrentes
| Actor            | Personaje         | Ocupación          | N.º de Episodios | Duración    |
| ---------------- | ----------------- | ------------------ | ---------------- | ----------- |
| Glen Shea        | Noel Parker       | -                  | 8                | 1997 - 1998 |
| Victoria Longley | Virginia King     | Inspectora         | 6                | 1997 - 1998 |
| Paul Pantano     | Joe Pellucci      | -                  | 6                | 1997 - 1998 |
| Richard Carter   | Brian Deakin      | Detective          | 5                | 1997 - 1998 |
| John Howard      | Frank Reilly      | Detective          | 4                | 1997 - 1998 |
| John O'Hare      | Rob Summers       | -                  | 4                | 1997 - 1998 |
| Tammy MacIntosh  | Kim Devlin        | Detective          | 6                | 1997 - 1998 |
| Simon Westaway   | Phillip Dunleavey | Senador            | 2                | 1997        |
| Josef Ber        | Colin Ryan        | Oficial de Policía | 2                | 1998        |
| Diane Craig      | Robyn Stark       | Oficial de Policía | 2                | 1998        |

## Episodios
La serie estuvo conformada por dos temporadas y transmitió 60 episodios (4 episodios de la miniserie, 36 episodios en la primera temporada y 20 en la segunda).

## Premios y nominaciones
La serie ganó varios premios Logie, entre ellos en la categoría de actor más sobresaliente y en serie más sobresaliente; también fue nominada a los premios AFI.
| Año  | Categoría                                                              | Premio              | Nominado (a)                                    | Resultado |
| ---- | ---------------------------------------------------------------------- | ------------------- | ----------------------------------------------- | --------- |
| 1999 | Best Actor in a Leading Role in a Television Drama                     | AFI Award           | Samuel Johnson                                  | Nominado  |
| 1999 | Best Young Actor                                                       | Young Actor's Award | Abbie Cornish                                   | Ganó      |
| 1999 | Best Episode in a Television Drama Series (episodio # 59)              | AFI Award           | Steve Knapman                                   | Ganó      |
| 1999 | Best Direction in a Television Drama                                   | AFI Award           | Peter Andrikidis                                | Nominado  |
| 1999 | Best Screenplay in a Television Drama                                  | AFI Award           | Kris Wyld                                       | Nominado  |
| 1999 | Most Outstanding Actor (empatado con "David Wenham")                   | Silver Logie Award  | Tony Martin                                     | Ganó      |
| 1999 | Most Outstanding Actress                                               | Silver Logie Award  | Rachael Blake                                   | Ganó      |
| 1999 | Best Achievement in Sound in a TV Drama Series                         | ASSG Award          | Grant Shepherd, Peter Purcell & Stephen Vaughan | Ganaron   |
| 1998 | Most Outstanding Actor                                                 | Silver Logie Award  | Tony Martin                                     | Ganó      |
| 1998 | Most Outstanding Miniseries/Telemovie                                  | Logie Award         | Wildside                                        | Ganó      |
| 1998 | Best Performance by an Actress in a Leading Role in a Television Drama | AFI Award           | Rachael Blake                                   | Ganó      |
| 1998 | Best Performance by an Actor in a Leading Role in a Television Drama   | AFI Award           | Tony Martin                                     | Nominado  |
| 1998 | Best Screenplay in a Television Drama                                  | AFI Award           | Tim Pye                                         | Ganó      |
| 1998 | Best Achievement in Direction in a Television Drama                    | AFI Award           | Peter Andrikidis                                | Ganó      |
| 1998 | Best Episode in a Television Drama Series (episodio # 17)              | AFI Award           | Steve Knapman                                   | Ganó      |
| 1998 | Best Mini-Series or Telefeature                                        | AFI Award           | Steve Knapman                                   | Ganó      |
| 1998 | Best Sound in a Television Drama Series                                | ASSG Award          | Grant Shepherd, Ian Neilson & Todd Kirkness     | Ganaron   |
| 1998 | Best TV Theme                                                          | APRA Music Award    | Peter Best                                      | Ganó      |

## Producción
El programa consistió en un formato de una hora que permitía ver las interacciones de la policía en el interior de Sídney.
La serie fue lanzada en tres volúmenes de DVD cada uno con 20 episodios en 5 discos.
En septiembre del 2008 la serie repitió sus transmisiones en Australia por medio de la cadena ABC1 a primeras horas de los viernes en la mañana.